# زط
شعب الزُطّ أو شعب الجات ((النطق البنجابية: [د͡ʒəʈːᵊ]) ، (النطق الهندي: [د͡ʒأ])) بضم الزاي وتشديد الطاء، وهو تعريب للكلمة الفارسية (جت Jat)  هم مجتمع زراعي تقليدي في شمال الهند وباكستان. وهذا الاختلاف في رسم الكلمة يرجع إلى الاختلاف في نطقها، والمعروف أن اللهجات الهندية التي أُخذت الكلمة منها لا تشتمل على حرف الزاي، والهنود ينطقون الجيم بين الزاي والجيم في الأصل كانوا رعاة في وادي نهر السند السفلي في السند، ينتسبون إلى قبيلة لوهانة الهندية وينتمون إلى طبقة واحدة، ومعيشتهم قاسية الجهل بينهم منتشر، ينتشرون أطراف المنصورة، وتتصف اجسامهم بالطول مع خفة اللحم، وأن البشرة السمراء هي أبرز الملامح المميزة لهم، وهي تتفاوت بين السمرة الداكنة والحنطية والنحاسية، إضافة إلى الشعر الأسود المسترسل والعيون السوداء الصغيرة، واتساع الأنوف، وارتفاع طرفها، ونتوء الوجنات ودقة اللحى وشعثها، وتتصف نسائهم بطول القدود مع حسن المنظر، والبخترة مع الاتزان الناشئ من ثقل الخلاخل
وبسبب المعاملة السيئة، واجتياح الغلاء منطقتهم الأصلية (الهند) فحل بهم القحط، مما اضطرهم إلى الهجرة شمالًا إلى منطقة البنجاب في أواخر العصور الوسطى، وبعد ذلك إلى إقليم دلهي، شمال شرق راجبوتانا، وغرب سهل الغانج في القرنين السابع عشر والثامن عشر. ويعتنق الزط الدين الإسلامي والسيخية والهندوسية، يوجد معظمهم الآن في مقاطعات السند والبنجاب الباكستانية وفي ولايات البنجاب وهاريانا وأوتار براديش وراجستان الهندية.
نزحوا في عصور ما قبل الإسلام إلى فارس ثم انتقلوا إلى ثغور الخليج العربي واستقروا في بداية الفتح الاسلامي في أهوار العراق. وقد ساعدوا المرتدين أثناء حروب الردة. وقاموا بثورة أثناء الفتنة بين الأمين والمأمون ، واستغل الزُطّ سوء الأوضاع وعدم الاستقرار السياسي في المنطقة، وأصبحت منطقة البطائح بفعل موقعها ملجأَ لأعداء السلطة المركزية، بوصفها المنطقة الأكثر أمانًا لهم، وقد انضم إليهم موالي من قبيلة باهلة ، فحاولوا الاستقلال بمنطقة البطائح وشق عصا الطاعة، فاستولوا على طرق البصرة، ومنعوا الميرة عن بغداد بالسيف والنهب، فتعطلت التجارة بين بغداد والبصرة واستمرت فتنتهم حتى خلافة المعتصم ونجح في القضاء على فتنتهم.
حمل الزط السلاح ضد إمبراطورية المغول خلال أواخر القرن السابع عشر وأوائل القرن الثامن عشر. لعب المجتمع دورًا مهمًا في تطوير فرقة نمر الخلاص القتالية السيخية. بلغت مملكة الزط الهندوسية ذروتها تحت حكم مهراجا سوراج مال (1707-1763). بحلول القرن العشرين، أصبح مُلّاك الأراضي الزط مجموعة مؤثرة في عدة أجزاء من شمال الهند، بما في ذلك البنجاب(1707–1763). غرب ولاية أوتار براديش، راجستان، هاريانا ودلهي. على مر السنين، تخلى العديد من الزط عن الزراعة لصالح الوظائف الحضرية، واستخدموا وضعهم الاقتصادي والسياسي المهيمن للمطالبة بوضع اجتماعي أعلى.